# Středočeský kraj
| Středočeský kraj Mittelböhmische Region                     | Středočeský kraj Mittelböhmische Region    |
| ----------------------------------------------------------- | ------------------------------------------ |
| Wappen                                                      | Flagge                                     |
| Karte                                                       |                                            |
| Lage von Středočeský kraj in Tschechien (anklickbare Karte) |                                            |
| Basisdaten                                                  |                                            |
| Historisches Land:                                          | Böhmen                                     |
| Sitz der Verwaltung:                                        | Prag (nicht Teil der Region)               |
| Größte Stadt:                                               | Kladno                                     |
| ISO 3166-2:                                                 | CZ-20                                      |
| Einwohner:                                                  | 1.439.391 (1. Januar 2023)                 |
| Bevölkerungsdichte:                                         | 105 Einwohner je km²                       |
| Kfz-Kennzeichen:                                            | S                                          |
| Geografie                                                   |                                            |
| Fläche:                                                     | 11.014 km²                                 |
| Ausdehnung:                                                 | Nord-Süd: 80 – 120 km West-Ost: bis 143 km |
| Höchster Punkt:                                             | 864 m n.m.                                 |
| Tiefster Punkt:                                             | 153 m n.m.                                 |
| Verwaltungsgliederung                                       |                                            |
| Bezirke:                                                    | 12                                         |
| Gemeinden insg.:                                            | 1.148                                      |
|                                                             |                                            |

Der Středočeský kraj (deutsch Mittelböhmische Region) ist flächenmäßig die größte der 14 Regionen Tschechiens.
Die Region deckt einen großen Teil des westlichen Tschechiens ab und wird von den Regionen Liberec, Hradec Králové, Pardubice, Vysočina, Südböhmen, Pilsen und Ústí nad Labem umschlossen, während der Kern, das Stadtgebiet von Prag, politisch gesehen unabhängig ist und verwaltungsmäßig eine selbstständige Region bildet.
Inklusive Prag entspricht die Region der historischen Region Mittelböhmen.

## Verwaltungsgliederung

### Bezirke (okresy)
Die Region besteht aus 1.148 Gemeinden, die sich auf zwölf Bezirke aufteilen. Den größten Bezirk bildet Benešov, der bevölkerungsreichste ist Praha-východ. Die jeweilige Anzahl der Gemeinden ist in Klammern angegeben.
| 1. Benešov (115) 2. Beroun (86) 3. Kladno (100) 4. Kolín (100) | 1. Kutná Hora (88) 2. Mělník (70) 3. Mladá Boleslav (123) 4. Nymburk (90) | 1. Praha-východ Prag-Ost (91) 2. Praha-západ Prag-West (80) 3. Příbram (120) 4. Rakovník (85) |

## Politik
Hejtman oder Hejtmanka (Landeshauptmann oder Landeshauptfrau) der Region ist oder war: 
- Petr Bendl (2000–2008, ODS)
- David Rath (2008–2012), ČSSD
- Zuzana Moravčíková (2012, ČSSD)
- Josef Řihák (2012–2014, ČSSD)
- Miloš Petera (2014–2016, ČSSD)
- Jaroslava Pokorná Jermanová (2016–2020, ANO)
- Petra Pecková (seit 2020, parteilos/STAN)

Bei den Wahlen des Regionsparlamentes im Jahr 2016 erreichte ANO mit 20,76 % das stärkste Ergebnis und so 16 von 65 Sitzen. Als zweitstärkste Kraft folgte STAN mit 18,43 % und 15 Sitzen. Die sozialdemokratische ČSSD (zuvor stärkste Kraft) erreichte nur noch 13,75 % (11 Sitze), knapp gefolgt von der konservativen ODS mit 13,05 % (10 Sitzen). Die kommunistische KSČM erhielt 10,13 % der Stimmen (8 Sitze) und die bürgerliche TOP 09 6,54 % (5 Sitze). 23,85 % der abgegebenen Stimmen scheiterten an der Sperrklausel von 5 %.
Der aus elf Personen bestehende Regionsrat wurde im Jahr 2016 durch je vier Mitglieder von ANO (einschließlich Hejtmanka) und STAN sowie zwei Mitgliedern von ODS und einem Mitglied der Unabhängigen (Nezávislí Středočeši) gebildet.

## Geographie

### Landschaft
Die Mittelböhmische Region liegt in der so genannten Böhmischen Pfanne. Der Norden und Osten sind Ebenen, im Süden und Südwesten ist es hügelig. Den höchsten Punkt der Region bildet im Brdská vrchovina (Brdy-Bergland) der Tok (864 m), der tiefste Punkt ist die Elbe nördlich von Mělník (153 m). Der von der Landwirtschaft genutzte Boden nimmt 61 % der Fläche ein. Der Boden besteht meist aus schwarzer, ertragreicher Erde mit einem hohen Anteil an Humus. In höher gelegenen Gegenden überwiegt braune Erde. In den hügeligen Gegenden überwiegt sanddurchgesetzter Boden. 28 % der Fläche nehmen Wälder ein. Während die Rodung im Norden ziemlich weit fortgeschritten ist, findet man in Gegenden von Dobříš, Rožmitál und entlang des Flusses Sázava einen großen Reichtum an Wäldern.

### Größte Städte
In der Mittelböhmischen Region gibt es keine Großstadt. 43 % aller Einwohner leben in Gemeinden mit weniger als 2.000 Einwohnern.
| Stadt                            | Einwohner (1. Januar 2017) |
| -------------------------------- | -------------------------- |
| Kladno                           | 68.660                     |
| Mladá Boleslav                   | 44.056                     |
| Příbram                          | 32.897                     |
| Kolín                            | 31.123                     |
| Kutná Hora                       | 20.405                     |
| Beroun                           | 19.307                     |
| Mělník                           | 19.295                     |
| Brandýs nad Labem-Stará Boleslav | 18.507                     |
| Kralupy nad Vltavou              | 18.079                     |
| Benešov                          | 16.544                     |
| Neratovice                       | 16.267                     |
| Rakovník                         | 15.975                     |
| Slaný                            | 15.505                     |
| Říčany                           | 15.236                     |
| Nymburk                          | 14.951                     |
| Poděbrady                        | 14.025                     |
| Čelákovice                       | 12.114                     |
| Vlašim                           | 11.641                     |
| Čáslav                           | 10.375                     |
| Lysá nad Labem                   | 9.460                      |
| Dobříš                           | 8.995                      |
| Mnichovo Hradiště                | 8.588                      |
| Sedlčany                         | 7.227                      |

| Die Bezirke in Zahlen | Die Bezirke in Zahlen | Die Bezirke in Zahlen | Die Bezirke in Zahlen | Die Bezirke in Zahlen |
| --------------------- | --------------------- | --------------------- | --------------------- | --------------------- |
| Kreise                | Fläche                | Einw.                 | Alter (Ø)             |                       |
| Benešov               | 1.524                 | 97.452                | 42,1                  |                       |
| Beroun                | 662                   | 91.230                | 41,1                  |                       |
| Kladno                | 692                   | 163.108               | 41,6                  |                       |
| Kolín                 | 846                   | 99.610                | 41,7                  |                       |
| Kutná Hora            | 917                   | 74.697                | 42,8                  |                       |
| Mělník                | 712                   | 106.516               | 41,2                  |                       |
| Mladá Boleslav        | 1.058                 | 126.825               | 41,3                  |                       |
| Nymburk               | 876                   | 97.894                | 41,0                  |                       |
| Prag (Ost)            | 584                   | 171.914               | 38,5                  |                       |
| Prag (West)           | 586                   | 140.208               | 38,8                  |                       |
| Příbram               | 1.628                 | 114.219               | 42,4                  |                       |
| Rakovník              | 930                   | 55.309                | 42,3                  |                       |

In der Mittelböhmischen Region liegt auch die kleine Gemeinde Lidice (565 Einw.), bekanntgeworden durch das am 9. Juni 1942 verübte Massaker der Nationalsozialisten als Reaktion auf das Attentat tschechischer Widerstandskämpfer auf den „Reichsprotektor von Böhmen und Mähren“ Reinhard Heydrich.

### Flüsse
- Elbe
- Berounka
- Moldau
- Iser
- Sázava

## Bevölkerung

### Demografie
Die demographische Entwicklung wendete sich in der zweiten Hälfte der 1990er Jahre durch den Bau von weiteren Satellitenstädten zum Positiven. Während das natürliche Bevölkerungswachstum rückläufig ist, bewirkt die Migration einen stetigen Zuwachs an Bevölkerung. Die Region war im Jahre 2001 die einzige in Tschechien mit einer positiven Bevölkerungsbilanz.

### Lebensqualität
Seit den 1990er Jahren hat sich die Lebensqualität stetig verbessert. Die Emissionen durch die Kohlekraftwerke und die chemische Industrie sind stark zurückgegangen. Auch die Wasserqualität hat sich positiv entwickelt.

### Wohnqualität
Der Anteil der Familienhäuser beträgt 91,3 % und liegt damit über dem Durchschnitt des Staates. Allerdings liegt der Anteil der Häuser mit Anschluss an Kanalisation, Wasser oder Gas unter dem Landesdurchschnitt.

## Klima
Das warme, angenehme Klima mit der wärmsten Gegend von Böhmen in den Tälern von Moldau und Elbe bietet gute Voraussetzungen für die Landwirtschaft. Negativ wirken sich jedoch in der letzten Zeit trockene Sommer aus.

## Wirtschaft
Die Region hat einen hohen Anteil an Industrieansiedlungen, ist aber vor allem mit einer ertragreichen Gegend im Elbtal (Weizen, Korn, Zuckerrüben, Obst und Gemüse) auch landwirtschaftlich bedeutsam. Im Bereich der Dienstleistungen ist in den letzten Jahren ein erhöhter Zuwachs zu verzeichnen. Viele Einwohner fanden Beschäftigung in Verwaltungen, im Handel, im kulturellen Bereich sowie in Sporteinrichtungen.
Von größter Bedeutung im Industriesektor ist das Automobilwerk Škoda Auto in Mladá Boleslav, das eine besondere Bedeutung auch für viele Zulieferer in der Gegend hat. Hinzu kommen einige große Maschinenbauer, chemische Industrie (Spolana), Lebensmittelindustrie, Druckindustrie sowie Glas- und Keramikhersteller. Zurückgegangen ist die Bedeutung der Stahlhersteller und die Kohleförderung – vor allem im Bezirk Kladno.
Die Arbeitslosigkeit liegt Ende März 2017 mit 3,97 % unter dem Landesdurchschnitt (4,79 %), wobei sie in der Nähe von Prag (Okres Praha-východ 1,67 %) wesentlich niedriger liegt als im Okres Kladno mit 5,87 %.
Der Anteil am Bruttosozialprodukt betrug 2001 9,2 %.

## Fremdenverkehr
Das ganze Gebiet bietet viele Urlaubsmöglichkeiten, insbesondere an den Flüssen Berounka, Sázava und der Moldau und wird vor allem zum bei den Tschechen beliebten Wochenendurlaub aufgesucht.
Die höchste Konzentration an Denkmälern findet man bei Kutná Hora (Dom der Hl. Barbara, Vlašský Dvůr (Welscher Hof), Beinhaus in Sedlec). Ein Teil der Kulturdenkmäler wird durch die UNESCO geschützt. Geschützte Denkmäler findet man auch in Kolín. Bekannt sind auch Burg Karlštejn und Burg Točník im Okres Beroun, Burg Křivoklát bei Rakovník, Burg Český Šternberk, Burg Kost bei Mladá Boleslav und Burg Kokořín bei Mělník. Bedeutende Schlösser sind Schloss Konopiště, Schloss Žleby und Schloss Kačina bei Kutná Hora, Schloss Lány und Schloss Nelahozeves. Bedeutendste Ruinen sind Burg Trosky, Burg Žebrák, und Burg Okoř. Wertvolle Naturlandschaft findet man in der Gegend von Křivoklát mit biosphärischen Reservaten, im Naturpark Kokořín, in Český kras, Český ráj und im Naturpark Blaník.

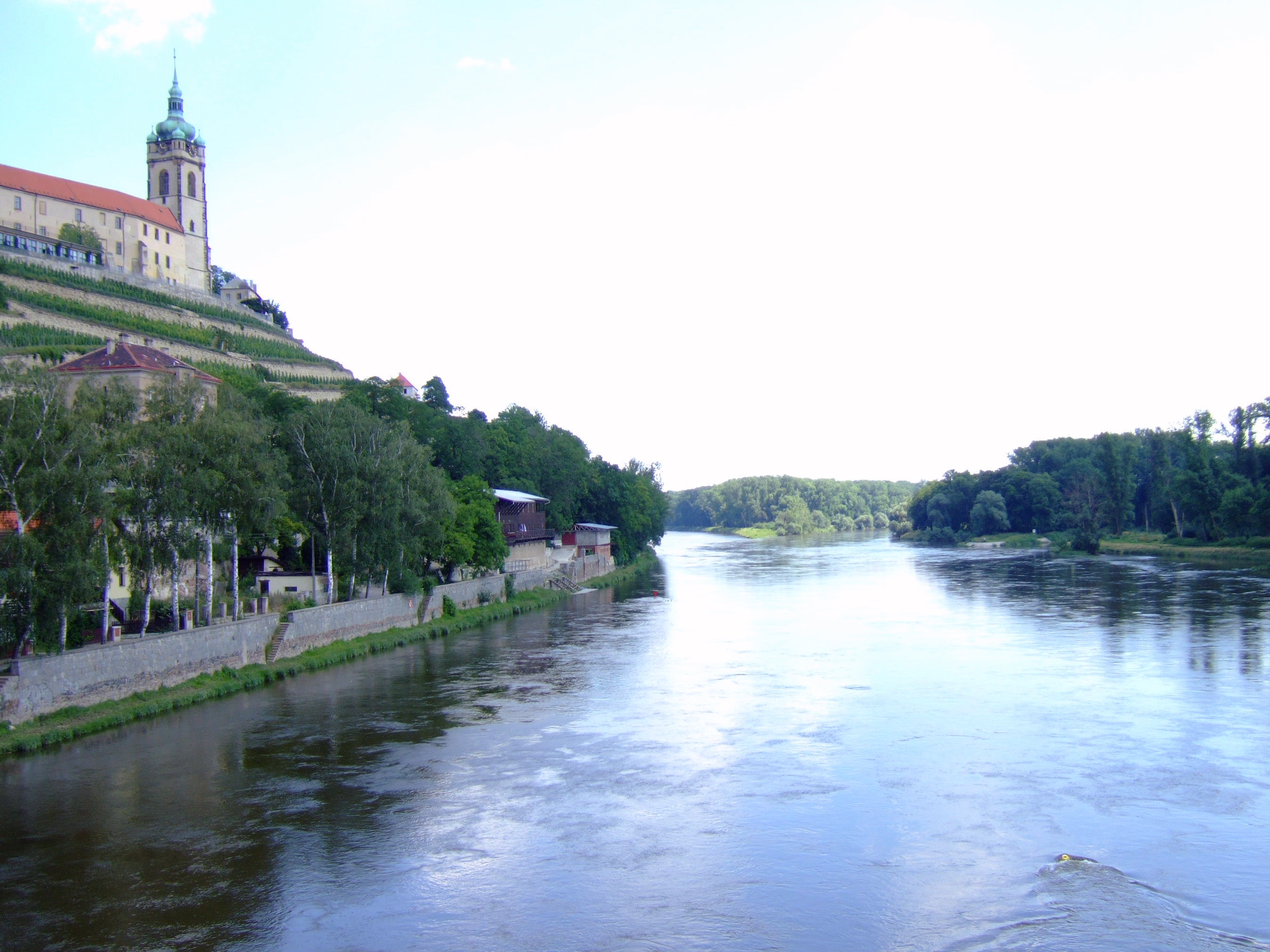
Mělník an dem Zusammenfluss zwischen Elbe und Moldau
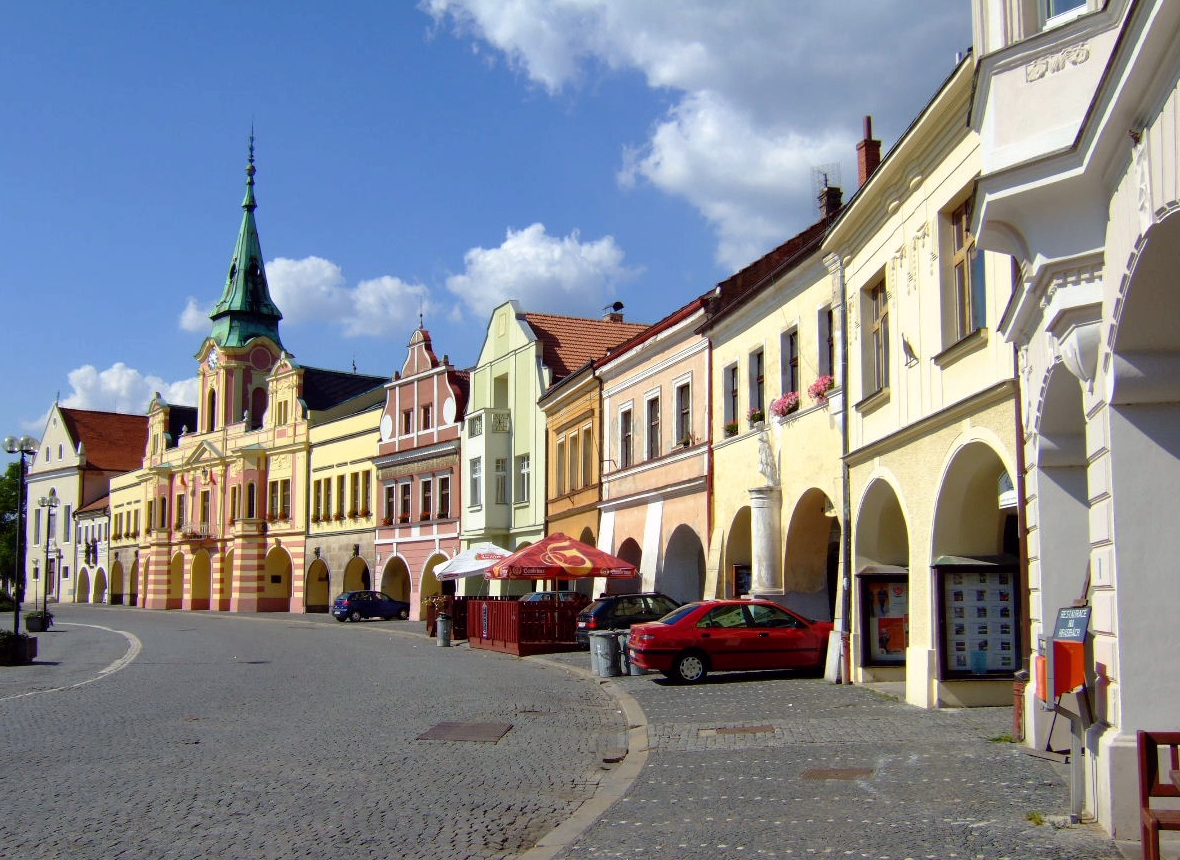
Marktplatz in Mělník
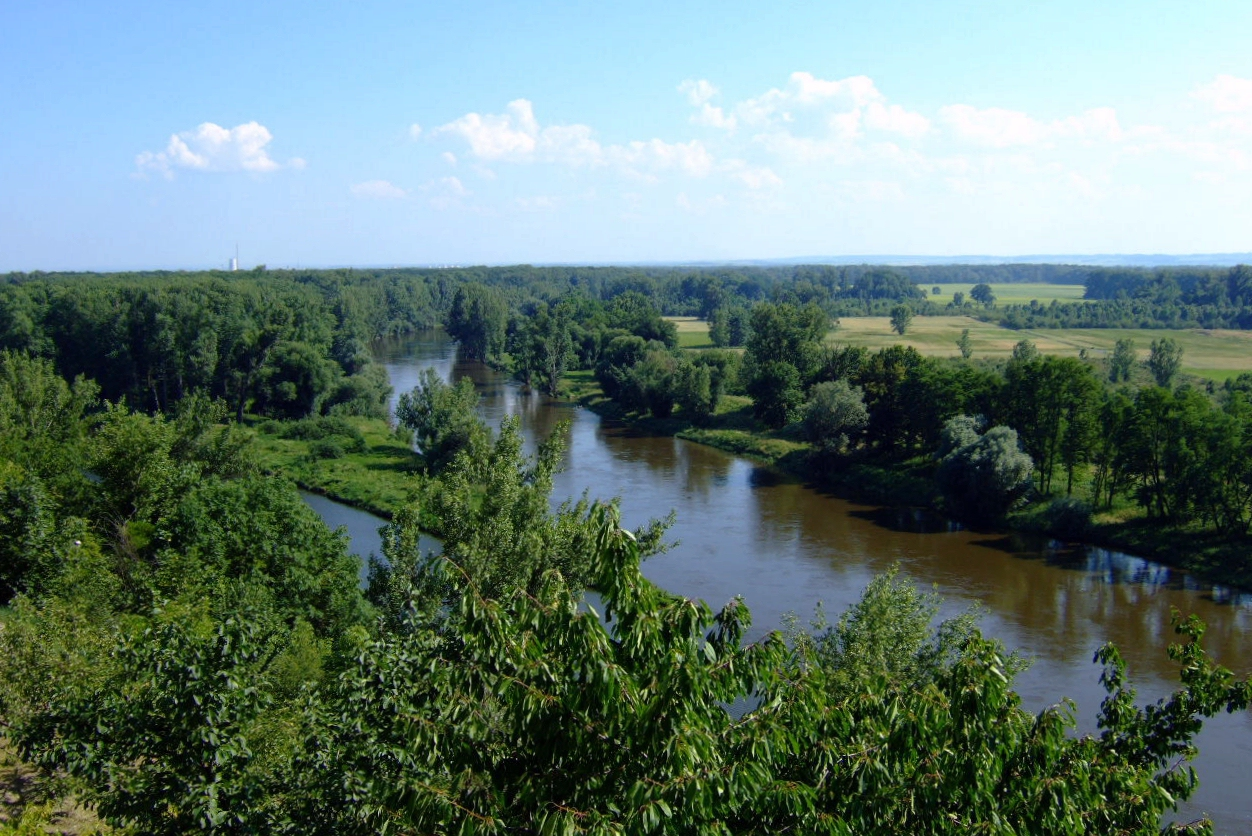
Mündungsgebiet der Moldau in die Elbe
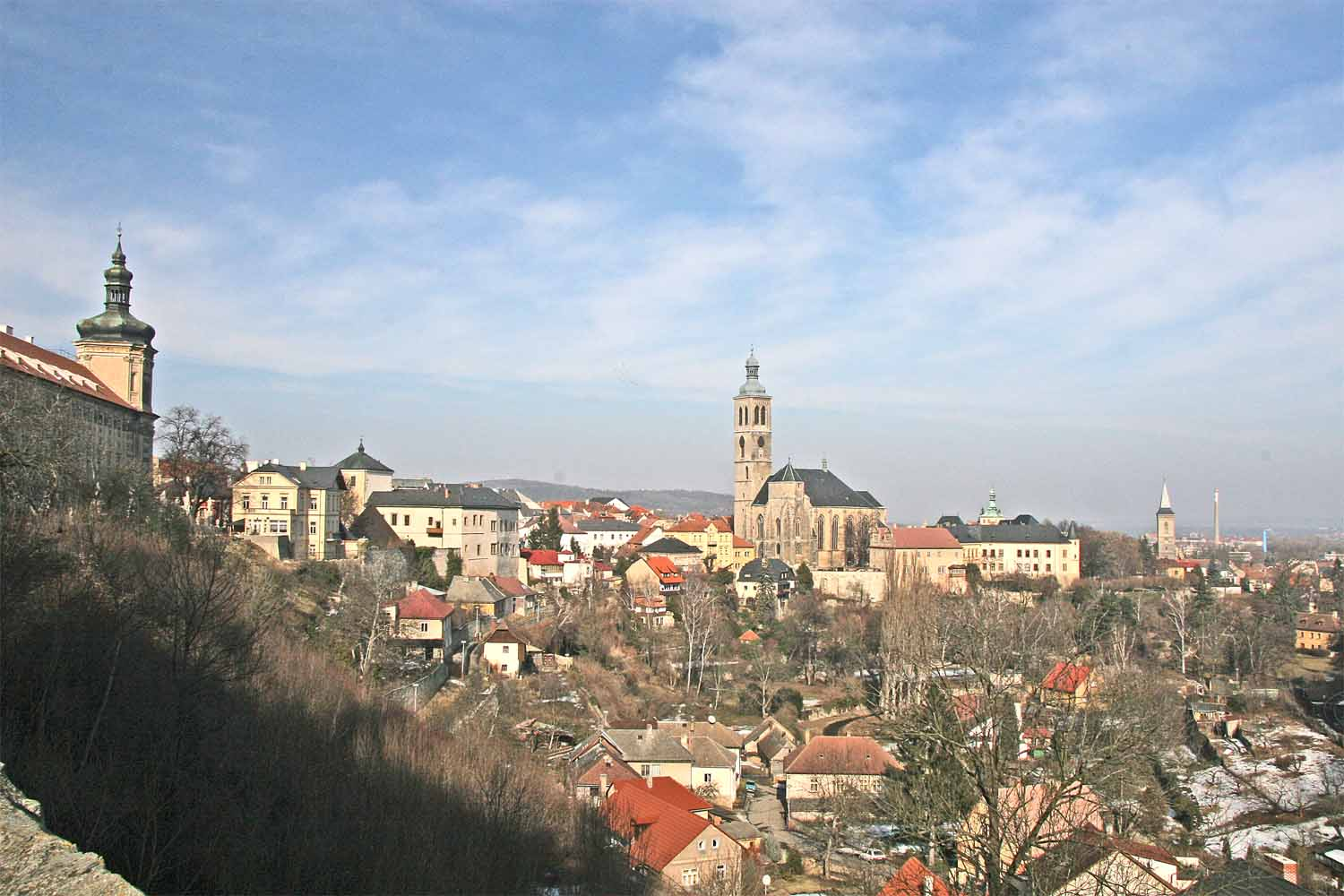
UNESCO-Welterbe Kutná Hora

## Verkehr
Die Mittelböhmische Region hat neben Prag das dichteste Verkehrsnetz, das aber auch die höchste Überlastung in der Republik aufweist. Neben dem Straßenverkehr und der Eisenbahn spielt auch der Wasserverkehr eine bedeutende Rolle. Von der gesamten Wasserlogistik im Land werden etwa drei Viertel in der Mittelböhmischen Region abgefertigt. Im Großraum Prag verkehrt die Esko, ein den S-Bahnen vergleichbares Vorortbahnsystem.